# Шепітько Ганна Семенівна
Ганна Семенівна Шепітько (25 серпня 1943, Губиниха, Дніпропетровська область — 1 червня 2020, Дніпро, Україна) — українська поетеса та письменниця; кандидат філософських наук. Авторка низки наукових праць і поетичних збірок. Член Національної спілки письменників та Спілки театральних діячів України. Лауреат літературної премії ім. В. Підмогильного.

## Біографія
У 1969 році закінчила Київський університет. Працювала викладачем у Львівському університеті. Викладала тут філософію.
У 1977 році захистила кандидатську дисертацію і вже за два роки була обрана на посаду доцента кафедри філософії.
У 1984 року переїздить до Дніпропетровська. Тут працює спочатку в університеті, а згодом у театрі ім. Т. Шевченка. Обіймала посаду заступника головного режисера з літературної частини та репертуару.

### Творча діяльність
Паралельно з викладацькою, науковою а також пізнішою театральною роботою писала вірші. Перша книга поетеси «Весняні сходи» вийшла друком у 1971 року. Пізніше були наступні: «Моя весна» (1980, Львів), «Відкриття» (1988, Львів), «Час говорить» (1991, Дніпропетровськ), «Обпалена зірка» (1992, Дніпропетровськ), «Вічне» (1993, Дніпропетровськ), «Спалах пам'яті» (1998, Дніпропетровськ), «Цветы тревоги» (2000, Дніпропетровськ), «Самарська веселка» (2001, Дніпропетровськ), «Тягар усміхненої долі» (2005, Дніпропетровськ), «Сонячні мелодії» (2007, Дніпропетровськ), збірки пісень «Співоча гілочка» (у співавторстві). Співавтор книги «Сяєво жар-птиці: Антологія літератури для дітей та юнацтва Придніпров'я (1883—2008)» (2009, Дніпропетровськ).